# Dassault Mystère IV
Le Dassault MD-454 Mystère IV est un chasseur de jour français des années 1950, qui connut une longue carrière en France, où il resta en service jusqu'en 1982. De nombreux exemplaires ont été exportés en Inde et en Israël.

## Histoire
Le 2 août 1951, la société Dassault Aviation signe un marché avec le Service technique de l'aéronautique pour la réalisation d'un prototype plus évolué que le chasseur Mystère II, et pouvant atteindre Mach 1 en piqué, mais sans que soit envisagée une production en série. Une nouvelle voilure est dessinée pour l'appareil, nommé MD-454 Mystère IV. Comparée à l'aile du Mystère II, elle est dotée d'un profil biconvexe, d'une plus forte flèche (38° contre 30°) et plus mince (7,5 % au lieu de 9 %). Le fuselage, plus affiné, de section circulaire dans ses parties avant et arrière, a une partie centrale de section piriforme à large base.
Le Mystère IV 01 est équipé du réacteur à compresseur centrifuge Rolls-Royce RB.44 Tay, plus puissant et plus fiable que le réacteur à compresseur axial Atar, préféré par l'armée mais dont le développement n'est pas encore achevé. Le prototype effectue son premier vol le 28 septembre 1952 à Melun-Villaroche aux mains de Constantin Rozanoff, et dure 25 minutes. Les essais révèlent un appareil très réussi, qui incite les services officiels à passer une commande en octobre 1952 de 22 avions de présérie.
En décembre 1952, une mission américaine, dont fait partie le célèbre pilote Charles « Chuck » Yeager, vient tester les avions de combat français, afin de choisir un modèle dont le financement doit être assuré par l'OTAN. À la suite de cela, le Mystère IV est retenu, la précédente commande est annulée et remplacée par une commande de série de 8 Mystère IV A (nos 02 à 09), équipés du Rolls Royce RB.44 Tay.
Le 17 janvier 1953, le Dassault MD 454 (Mystère IV), piloté par Constantin Rozanoff, est le deuxième avion français à passer le mur du son, en piqué.
Le 25 avril 1953, le secrétariat d'État américain passe commande de 225 exemplaires, qui sont prêtés à l'armée de l'Air française.

## Production
Le premier Mystère IV A de série vole à Mérignac le 29 mai 1954, avec Paul Boudier aux commandes. Il s'avère être une grande réussite : puissamment armé, fiable, robuste et manœuvrant, il est facile à piloter. Il est officiellement remis aux autorités américaines le 18 juin. Le 225e avion est livré le 18 juin 1956, en avance de douze jours sur la date du contrat. Au total, 411 appareils sont fabriqués et livrés, de 1954 à 1958. 114 sont équipés du Rolls Royce RB.44 Tay, et tous les autres (dont les modèles d'exportation) de l'Hispano-Suiza Verdon 350 (version sous licence plus puissante du Tay).
Au plus fort de sa production, 25 appareils par mois sortent de l'usine de Mérignac.

## Carrière

### France
Le premier Mystère IV A est réceptionné par la 12e escadre de Cambrai le 25 mai 1955. C'est sur cette base qu'est formée une première patrouille acrobatique dotée du nouvel avion. Le 14 juillet 1955, douze de ces appareils défilent au-dessus des Champs-Élysées. À partir de la fin 1955, six escadres de chasse sont équipées du Mystère IV A (2e, 5e, 7e, 8e, 10e et 12e). Il a également équipé les groupes écoles GE 312 et GE 314 ainsi que le CEAM (Centre d'Expérimentations Aériennes Militaires) et le CTB (Centre Technique de Bombardement). De 1957 à 1964, il a été la monture de la Patrouille de France. La fin des livraisons à l'Armée de l'Air intervient le 27 novembre 1958, après la livraison de 242 exemplaires. Les derniers Mystère IV terminent leur carrière à la 8e escadre de chasse de la base aérienne Cazaux, où ils assurent le perfectionnement des futurs pilotes de combat. Leur retrait définitif, après presque 30 ans de service, intervient au mois de novembre 1982, lors de la conversion de la 8e Escadre sur Alpha Jet.

### Israël
L'État d'Israël passe une commande de 59 Mystère IV A le 28 décembre 1955. Tous connaissent l'épreuve du feu avec succès lors de la crise du canal de Suez, en 1956. Le 30 octobre, le Mystère IV obtient sa première victoire quand huit appareils affrontent douze MiG-15 égyptiens : ils abattent un MiG et en endommagent un second. Dans les jours suivants, deux Mystère IV affrontent quatre De Havilland Vampire égyptiens et les abattent tous. Ils participeront aussi à la guerre des Six Jours, en 1967 dans un rôle d'appui au sol.

### Inde
L'Inde acquiert 110 exemplaires du Mystère IV, qui sont engagés lors des conflits de 1965 et 1971 contre le Pakistan dans des missions d'attaque au sol.

## Versions

### Mystère IV B
Le 24 février 1954, le Mystère IV B est le premier appareil français à franchir le mur du son en vol horizontal sur la base d'essais en vol de Brétigny-sur-Orge. Dix prototypes seront construits, dont cinq avec un réacteur SNECMA Atar 101F2 de 3 800 kgp de poussée, deux avec un Atar 101G2 de 4 400 kgp et les autres de Rolls-Royce Avon RA-7 de 4 300 kgp. Le Mystère IV B a effectué son premier vol le 16 décembre 1953. Le 3 avril 1954, le pilote d'essais Constantin « Kostia » Rozanoff trouva la mort à bord du Mystère IV B 01 lors d’un vol de présentation à basse altitude. Une commande de l'appareil en série est annulée au profit du Super Mystère B2.

### Mystère IV N

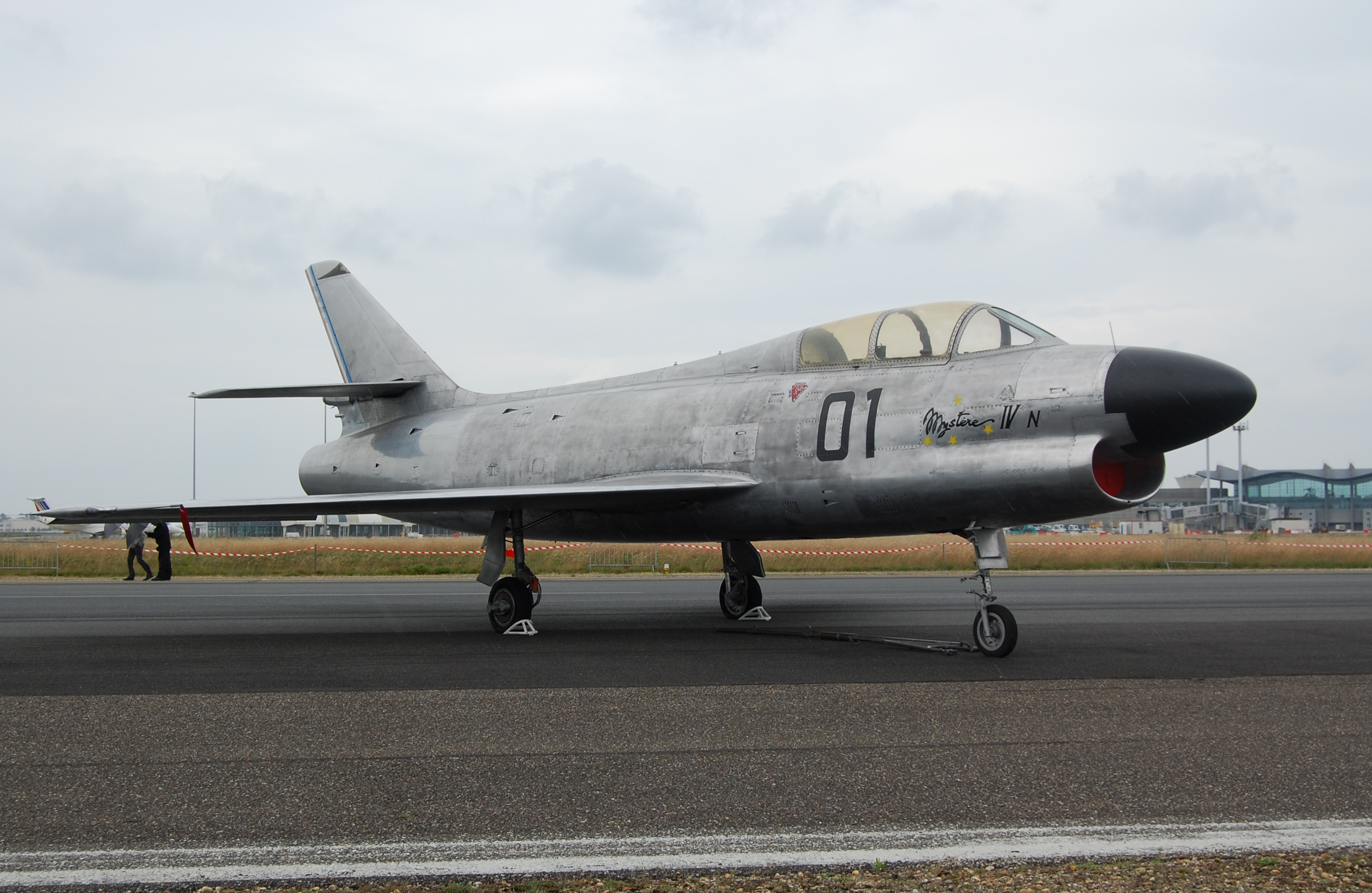
Mystère IV N.

Pressentant le besoin d'un chasseur de nuit pour l'Armée de l'air, Dassault proposa le Mystère IV N, version biplace du IV B, mais équipée d'un radar de recherche et de tir pour la chasse de nuit. Le fuselage est modifié (l'entrée d'air est placée en dessous du fuselage) car il est prévu de loger le radar dans le nez à la manière du F-86D Sabre américain. Une commande de deux prototypes fut officiellement passée le 1er mai 1954. Celle du 2e prototype sera résiliée quatre mois plus tard.
Bénéficiant de nombreux composants de cellules et d'équipements des Mystère IV A et B, le Mystère IV N 01 a effectué son premier vol le 19 juillet 1954 à l'aérodrome de Melun-Villaroche. Quelque temps après, il franchit la vitesse de Mach 1,1. Hormis le fait qu'il soit le seul et unique exemplaire de son type, cet appareil reste célèbre grâce au record de vitesse pure féminin obtenu par Jacqueline Auriol le 31 mai 1955, avec 1 151 km/h sur une base de 12,3 km, détrônant ainsi celui de l'américaine Jacqueline Cochran.
C’est finalement le Vautour, de la Société nationale des constructions aéronautiques du Sud-Ouest (SNCASO), qui est choisi par l'Armée de l'Air qui bénéficie par ailleurs, dans le cadre de l'OTAN, de 60 avions F-86K Sabre à des conditions très avantageuses. Grâce à son excellente stabilité en vol et à son installation en biplace, il devient un parfait avion de servitude. Différents types de radars furent montés et évalués, notamment l’Aladin et l’Aïda, qui équipera plus tard l'Étendard.

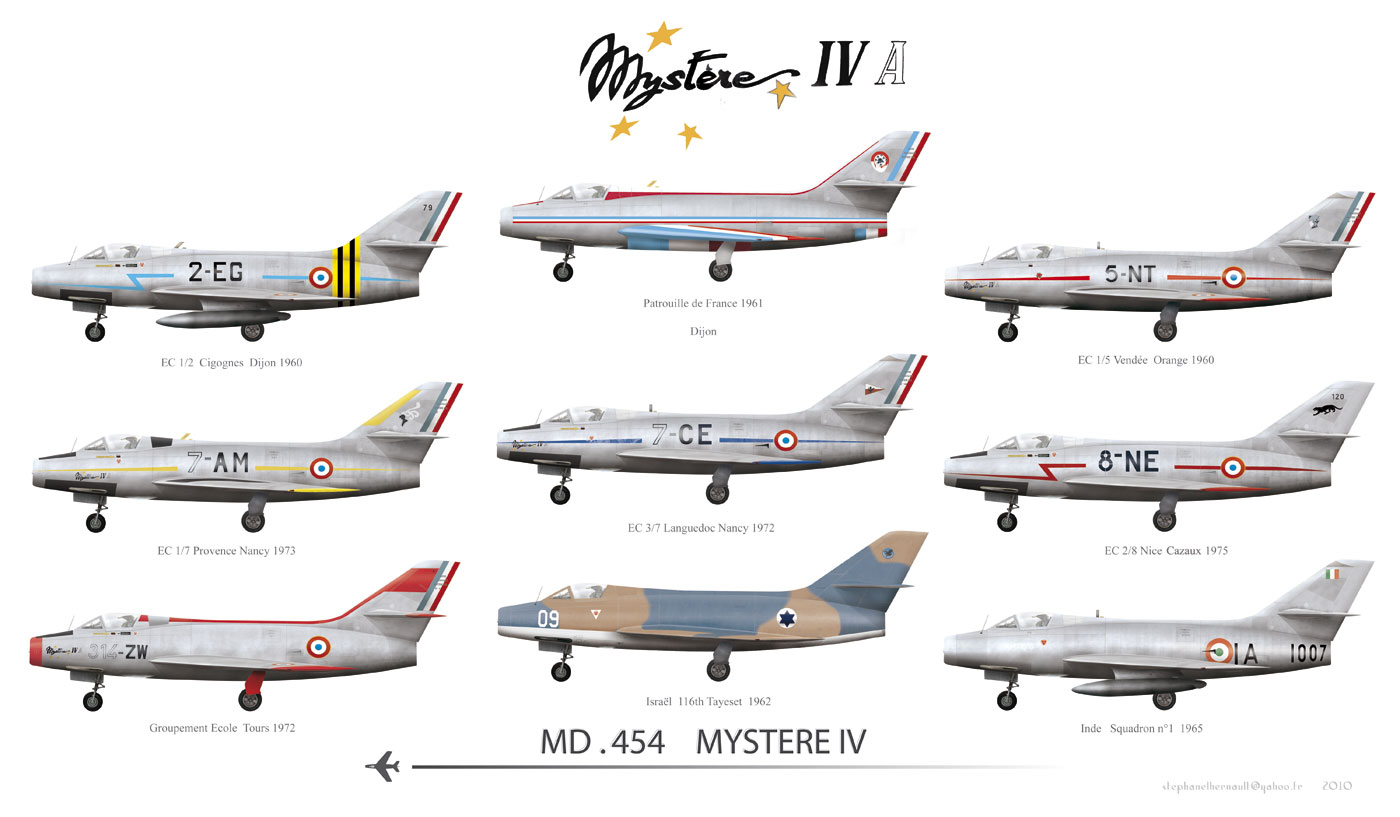
Dassault Mystère IV MD 454.

L'unique prototype du Mystère IV N se trouve au Conservatoire de l'air et de l'espace d'Aquitaine (prêt au long cours du musée de l'Air et de l'Espace).